# Ariamnes attenuatus
Ariamnes attenuatus là một loài nhện trong họ Theridiidae.
Loài này thuộc chi Ariamnes. Ariamnes attenuatus được Octavius Pickard-Cambridge miêu tả năm 1881.